# Büttikofer-Epaulettenflughund

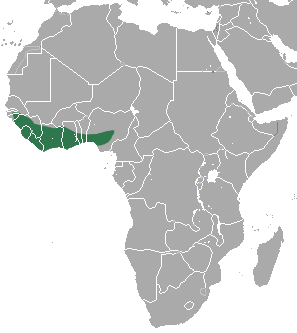
Verbreitungsgebiet des Büttikofer-Epaulettenflughundes

Der in Westafrika verbreitete Büttikofer-Epaulettenflughund (Epomops buettikoferi) ist eine Art der Gattungsgruppe Epaulettenflughunde. Das Typusexemplar stammt aus der Umgebung von Schlieffelinsville in Liberia. Die Art ist nach dem Schweizer Zoologen Johann Büttikofer benannt.

## Merkmale
Bei diesem schwanzlosen Flughund sind Männchen mit einer Kopf-Rumpf-Länge von 142 bis 195 mm, einer Unterarmlänge von 89 bis 102 mm und einem Gewicht von 160 bis 215 g größer als Weibchen. Diese erreichen 103 bis 160 mm Körperlänge und besitzen 82 bis 95 mm lange Unterarme sowie ein Gewicht von 110 bis 145 g. Die Art hat etwa 21 mm lange Hinterfüße und 20 bis 26 mm lange Ohren. Die namensgebenden epaulettenähnlichen weißen Haarbüschel auf den Schultern sind nur bei Männchen vorhanden. Einige Weibchen besitzen an gleicher Stelle leicht helleres Fell. Das leicht flaumige Fell der Oberseite kann schokoladenbraun oder goldbraun sein. Am Nacken und an den Beinen sind oft rötliche Tönungen vorhanden. Der Büttikofer-Epaulettenflughund hat unterseits helleres und mehr graues Fell mit einem weißlichen Fleck auf der Bauchmitte. Der Kopf ist durch eine längliche Schnauze, große braune Augen, abgerundete braune Ohren sowie durch weißliche Flecken vor und hinter den Ohren gekennzeichnet. Im Gaumen befinden sich drei dicke Querwülste sowie fünf bis acht schmale Wülste. Westliche Populationen sind am größten und die Körperlänge nimmt nach Osten hin ab.
In Regionen, in denen auch der Franquet-Epaulettenflughund (Epomops franqueti) vorkommt, ist dieser kleiner. Der Dobson-Epaulettenflughund (Epomops dobsoni) hat fünf dicke Wülste im Gaumen.

## Verbreitung
Das Verbreitungsgebiet reicht vom südlichen Senegal bis ins zentrale Nigeria. Dieser Flughund lebt im Flachland und in Gebirgen bis 1800 Meter Höhe. Als Habitat dienen Wälder, Buschländer, Sümpfe, Mangrove, Savannen, andere Grasflächen und Kulturland. Die Art meidet sehr dichte Wälder.

## Lebensweise
Der Büttikofer-Epaulettenflughund ruht am Tage im dichten Blattwerk etwa 8 Meter über dem Grund. Dort können sich große Kolonien bilden. In den Bäumen mit Nahrung kommen meist einzelne Exemplare oder kleine Gruppen vor. Die Tiere pflücken sich eine Frucht von einem Baum und fliegen 50 bis 100 Meter zu einem Versteck. Dort wird die Frucht in den Backentaschen ausgequetscht. Die Art wechselt ihr Versteck etwa alle zehn Tage und danach ist der Boden mit Fruchtschalen bedeckt. Die Früchte gehören zu etwa 15 unterschiedlichen Pflanzengattungen. Manchmal wird die Nahrung mit Blüten des Kapokbaums (Ceiba pentandra) komplettiert. In Gefangenschaft entsprach das Gewicht der Früchte, die pro Nacht verzehrt wurden, dem eineinhalbfachen Gewicht der Exemplare. Vor dem Abflug haben Männchen und gelegentlich Weibchen einen rhythmischen Gesang. Dieser wurde mit mehrfach wiederholtem "kyonk" oder mit "ki-kong-ki-kong-kaa-kaa-kaa" beschrieben.
Die meisten Geburten finden zu Beginn der beiden Regenzeiten im Frühjahr und Herbst statt. Die Weibchen sind kurz nach der Geburt des einzigen Nachkommen paarungsbereit. Weibchen sind ungefähr sechs Monate trächtig und das Jungtier wird im Frühling 7 bis 8 Wochen sowie im Herbst etwa 13 Wochen gesäugt. Ein bis zwei Monate nach der Geburt mit einem Gewicht von 45 bis 65 g und einer Unterarmlänge von etwa 75 mm kann das Junge fliegen. Die Geschlechtsreife beginnt bei Weibchen nach sechs und bei Männchen nach neun Monaten. Weibchen haben nach einem Jahr erstmals Nachwuchs.

## Gefährdung
Regional können sich Landschaftsveränderungen negativ auswirken. Die IUCN listet die Art als nicht gefährdet (least concern) aufgrund einer nur geringfügig abnehmenden Gesamtpopulation.